# E Essa Boca Aí?
E Essa Boca Aí?  é uma canção da dupla brasileira Bruninho & Davi com a participação do cantante brasileiro Luan Santana. É foi lançado em 16 de setembro de 2016 pela plataforma digital VEVO da Som Livre como primeiro single do álbum Bruninho & Davi ao Vivo no Ibirapuera (2016).
Na primeira semana, o clipe tinha superando 3 milhões de visualizações no YouTube e foi classificado na posição 1º nas paradas TOP 100 semanas da Crowley e picou na posição máxima na parada Brasil Hot 100, da Billboard Brasil.

## Vendas e certificações
| Região                                                        | Certificação | Vendas   |
| ------------------------------------------------------------- | ------------ | -------- |
| Brasil (Pro-Música Brasil)                                    | Diamante     | 300,000‡ |
| ‡vendas+valores de streaming baseados somente na certificação |              |          |